# Cimitirul „Sfântul Lazăr” din Chișinău
Cimitirul „Sfântul Lazăr”, numit colocvial Cimitirul Doina, este un cimitir din Chișinău, Republica Moldova. Cu o suprafață de circa 2.000.000 m² acesta este unul din cele mai mari cimitire din Europa.

## Istoric

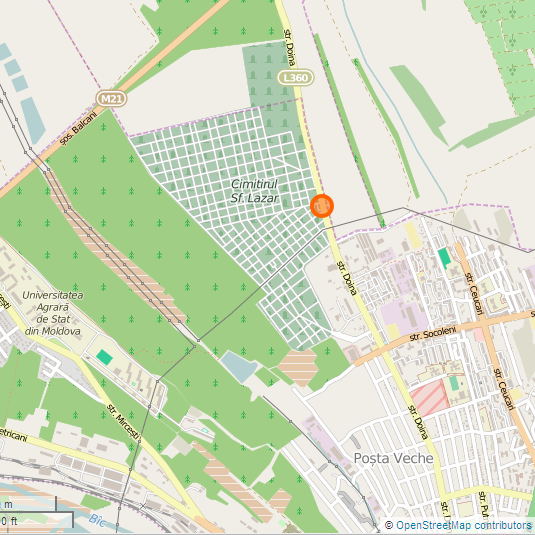
Harta cimitirului

Cimitirul a fost deschis în anul 1966 și în prezent are peste 300.000 de morminte, printre care și 600 de cavouri, fiind împărțit în 285 de sectoare. Aici sunt îngropați în medie între patru și cinci mii de oameni pe an. O parte din cimitir, proprietate a statului german, găzduiește rămășițele soldaților germani căzuți în cel de-al Doilea Război Mondial. De asemenea, în cimitir sunt înmormântați peste 10.000 de evrei.
Tradițional, de Paștele Blajinilor, municipalitatea pune la dispoziția populației rute de autobuz gratuite către Cimitirul Sfântul Lazăr, acesta primind zeci de mii de oameni pe durata sărbătorii.
În aprilie 2010 se estima că în cimitir mai sunt disponibile circa 40 de mii de locuri pentru înmormântare.
În anul 2011, canalul HBO România a realizat un film documentar despre acest cimitir, în regia lui Pavel Cuzuioc, intitulat „Doina Groparilor”. Cu o durată de 55 de minute, documentarul este focusat pe activitatea groparilor care muncesc aici.
Către mijlocul anului 2015 administrația cimitirului a solicitat autorităților municipale și primăriei Grătiești să permită extinderea cimitirului cu încă 50 de hectare.
În ianuarie 2016 publicația britanică Daily Mail a realizat un reportaj despre Cimitirul Sfântul Lazăr, prezentându-l drept unul dintre cele mai atractive puncte turistice din Republica Moldova, dar și drept cel mai mare cimitir din Europa.
În februarie 2021, șeful cimitirului a fost reținut pentru acte de corupție și suspendat din funcție pe marginea unui dosar de luare a mitei pentru locuri în cimitir.
Până în mai 2025, cimitirul era un monument istoric și de artă de importanță națională inclus în Registrul monumentelor Republicii Moldova ocrotite de stat. În aceeași hotărâre de Parlament prin care a fost exclus cimitirul „Sf. Lazăr”, în Registru a fost inclus Cimitirul Central.

## Personalități înmormântate
- Petru Ungureanu, regizor la studioul de cinema „Moldova-film”
- Arcadie Ciuș, operator la studioul „Moldova-film"
- Max Fishman, compozitor, pianist și profesor de muzică
- Vitaly Levinzon, Artist Emerit din RSSM (Teatrul Dramatic Rus de Stat „A. P. Cehov” din Chișinău)
- Loghinov Valeriu, compozitor, redactor muzical, pedagog
- Nicolae Chiosa, Artist Emerit din RSSM, compozitor, redactor muzical și profesor de muzică
- Aleksandr Sokovnin⁠(d), pianist, profesor universitar, Maestru Emerit al Artei din RSSM
- Nelli Kameneva, Artistă a Poporului din RSS Moldovenească (Teatrul Dramatic Rus de Stat „A. P. Cehov” din Chișinău)
- Mihail Milikov, Artist Emerit din RSSM (Teatrul Dramatic Rus de Stat „A. P. Cehov” din Chișinău)
- Serghei Savcenko, fotbalist al naționalei Uniunii Sovietice[4]
- Serghei Pojar, muzicolog, critic muzical, jurnalist, culturolog, compozitor, pedagog
- Gheorghe Tegleațov, fotbalist și antrenor de fotbal ucraineano-moldovean și sovietic
- Victor Bucătaru, regizor[16][17]
- Boris Cebotari, fotbalist[18]
- Lidia Axionov, maestru de cor, profesor universitar, Maestru Emerit al Artei din RSSM
- Mihai Timofti, regizor, actor, profesor universitar, nuvelist, scenarist și muzician moldovean, Maestru în Artă[19]

## Galerie de imagini

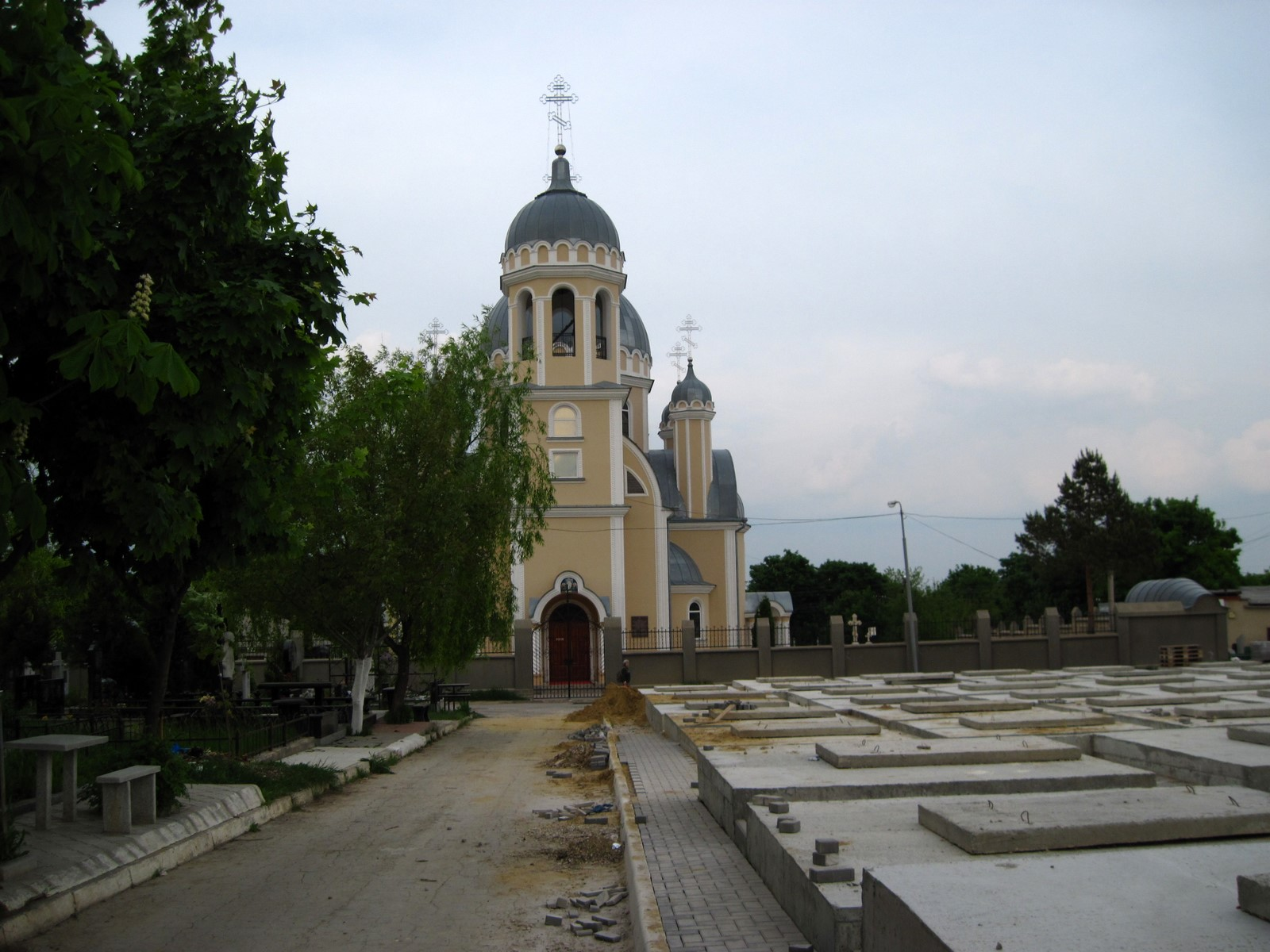
Biserica din cimitir
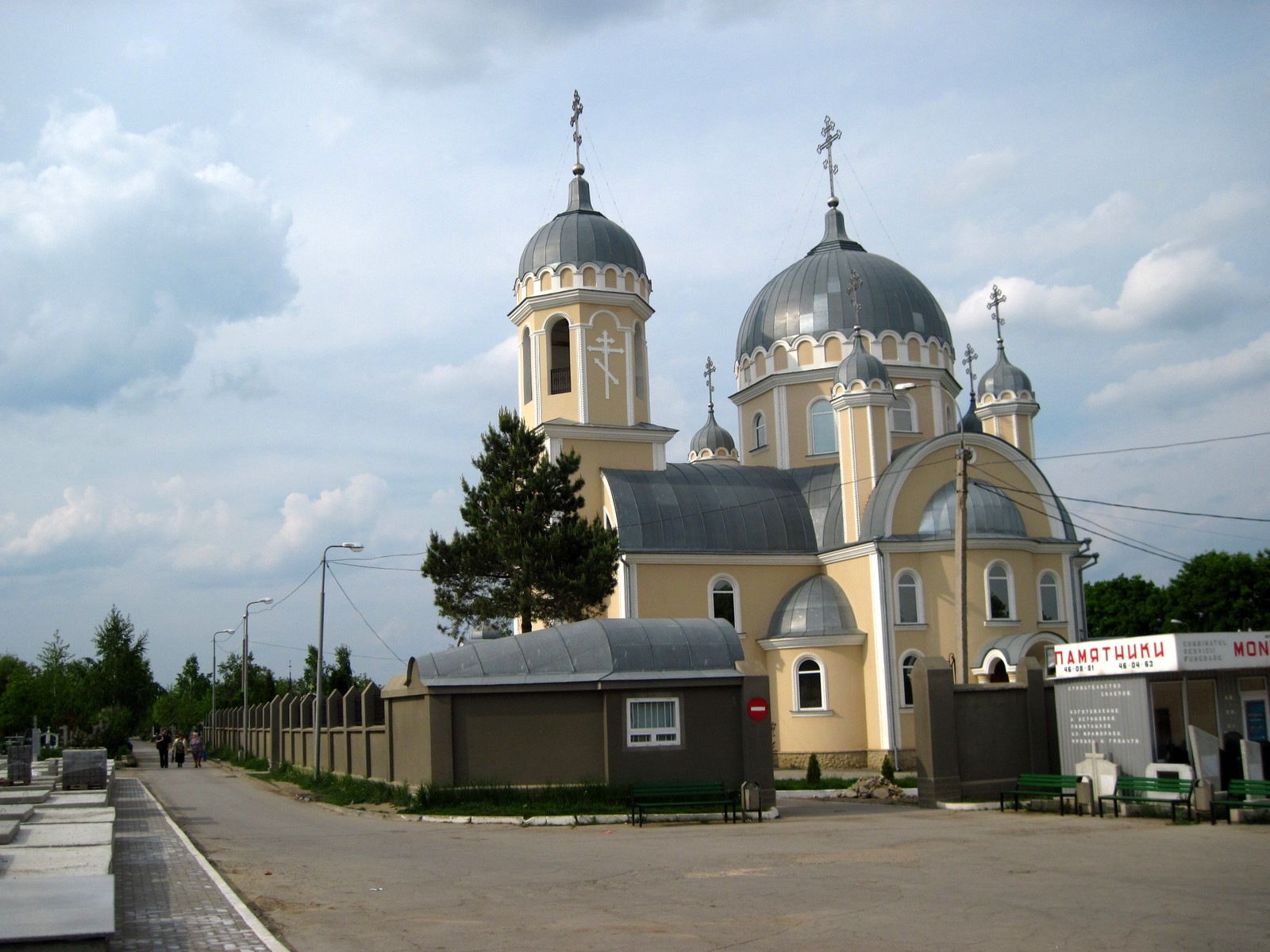
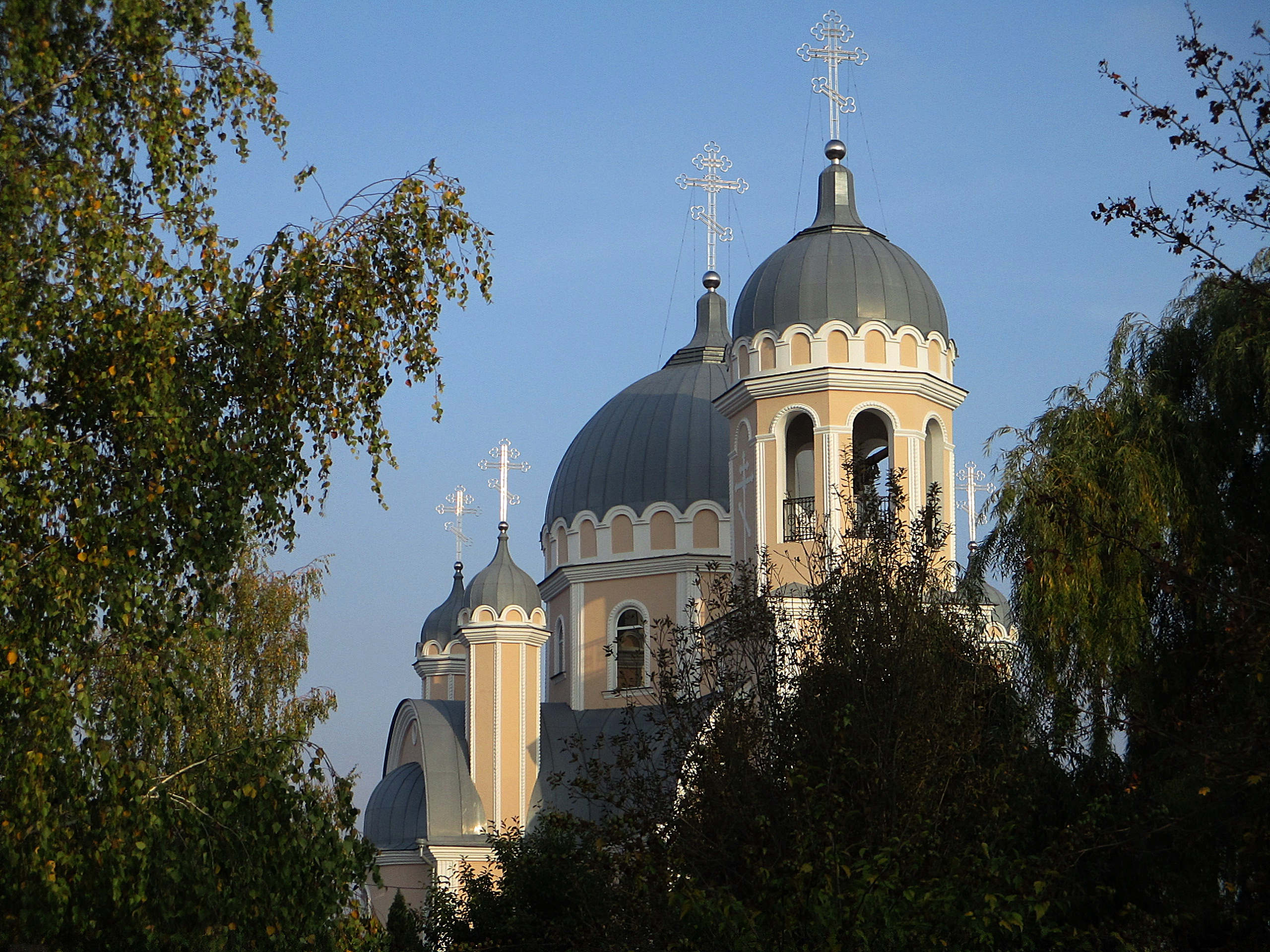
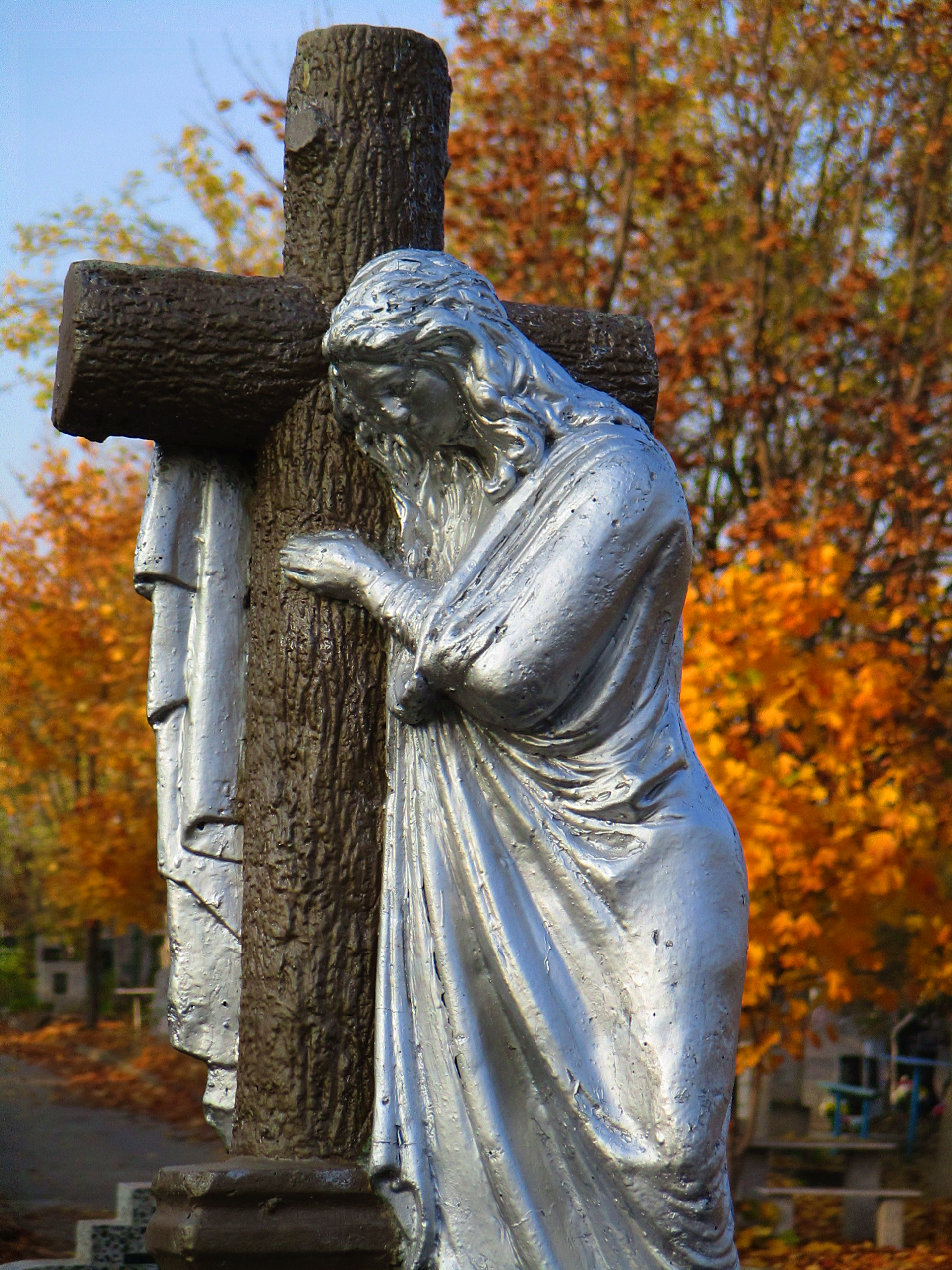
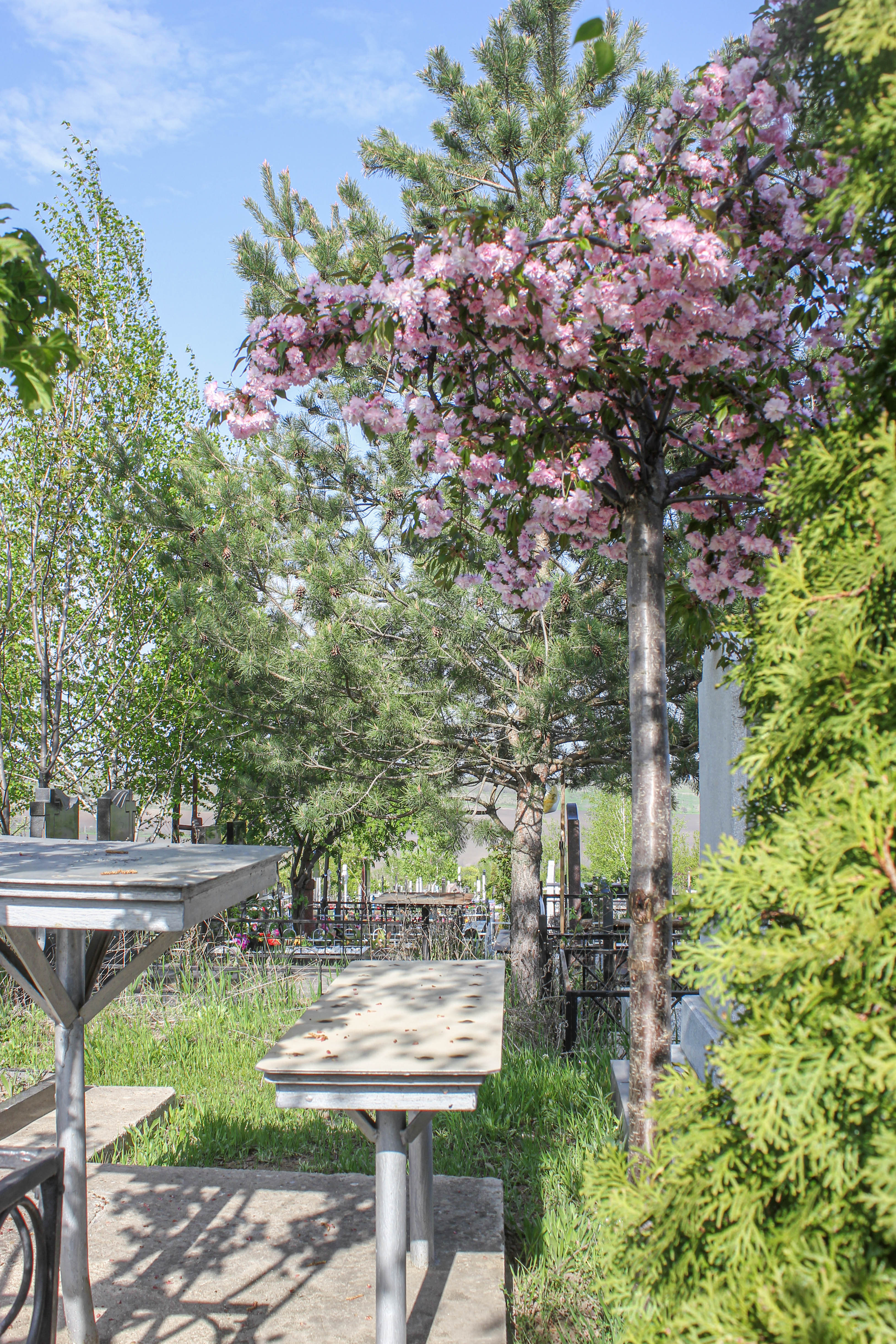
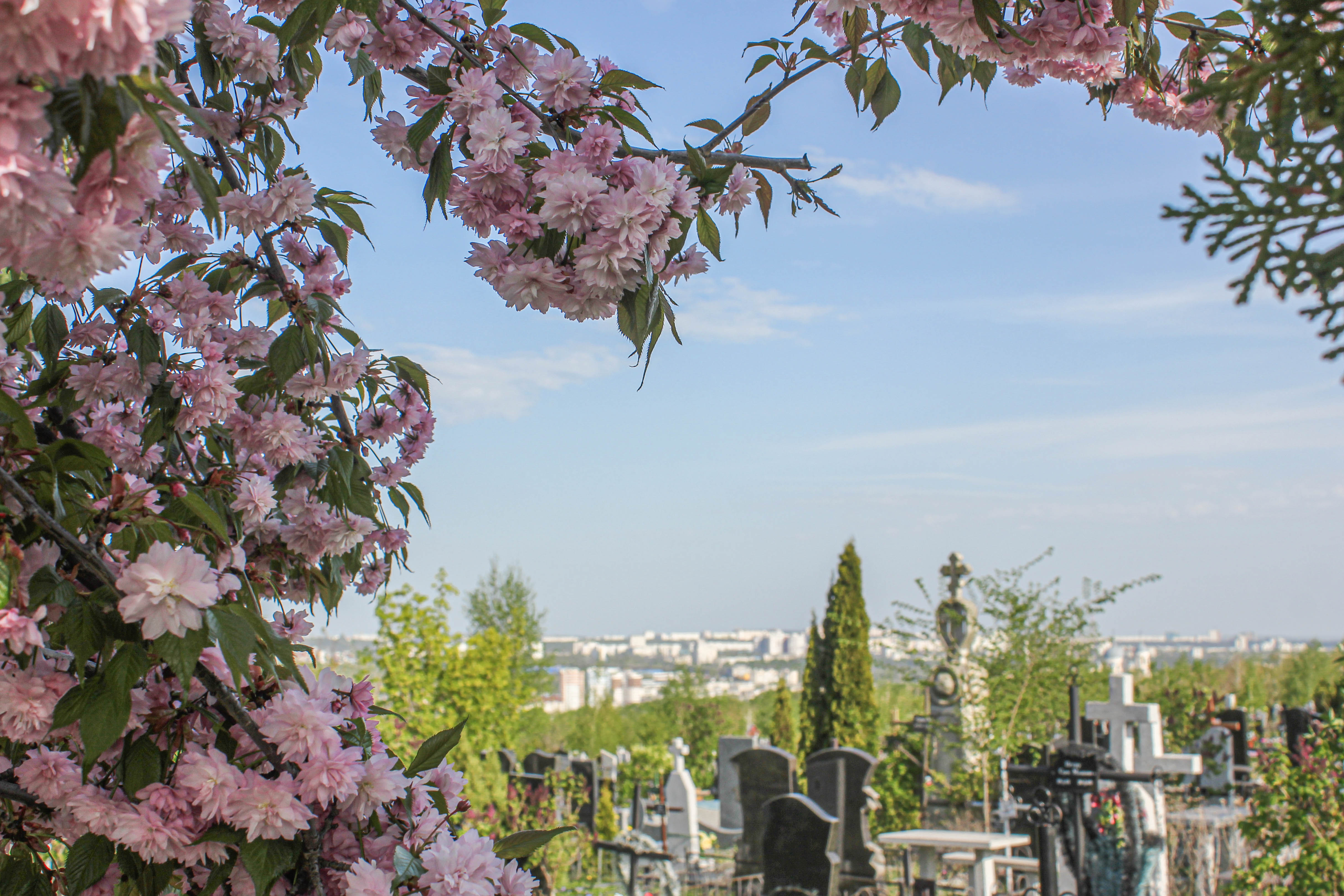